# Niemodlin (stacja kolejowa)
Niemodlin – stacja kolejowa w Niemodlinie, w województwie opolskim, w powiecie opolskim, w gminie Niemodlin, w Polsce.